# Seznam dílů seriálu Ztracená archa
Toto je seznam dílů seriálu Ztracená archa.

## Přehled řad
| Řada | Díly | Premiéra v USA | Premiéra v USA | Premiéra v ČR | Premiéra v ČR |
| Řada | Díly | První díl      | Poslední díl   | První díl     | Poslední díl  |
| ---- | ---- | -------------- | -------------- | ------------- | ------------- |
| 1    | 10   | 5. března 2015 | 7. května 2015 | vysíláno      | vysíláno      |

## Seznam dílů
| Č. v seriálu | Původní název        | Český název         | Režie             | Scénář                          | Premiéra v USA  | Premiéra v ČR |
| ------------ | -------------------- | ------------------- | ----------------- | ------------------------------- | --------------- | ------------- |
| 1            | Pilot                | Počátek             | SJ Clarkson       | Tim Kring a Gideon Raff         | 5. března 2015  | vysíláno      |
| 2            | Catch You Later      | Uvidíme se později  | Gideon Raff       | Tim Kring a Gideon Raff         | 12. března 2015 | vysíláno      |
| 3            | Meet the Rosenbergs  | Dvanáctý kámen      | Gideon Raff       | Tim Kring a Gideon Raff         | 19. března 2015 | vysíláno      |
| 4            | Prayer of David      | Modlitba            | Gideon Raff       | Carol Barbee                    | 25. března 2015 | vysíláno      |
| 5            | Emma Wilson's Father | Otec Emmy Wilsonové | Gideon Raff       | Bradford Winters                | 2. dubna 2015   | vysíláno      |
| 6            | The Well of Souls    | Studna duší         | Allan Arkush      | Tim Kring a Gideon Raff         | 9. dubna 2015   | vysíláno      |
| 7            | Trust No One         | Nikomu nevěř        | Millicent Shelton | Barry O'Brien                   | 16. dubna 2015  | vysíláno      |
| 8            | Sisters of Dinah     | Strážkyně tajemství | Millicent Shelton | Jesse Peyronel a Sharon Hoffman | 23. dubna 2015  | vysíláno      |
| 9            | Jehoshaphat          | Jehošafat           | Gideon Raff       | Carol Barbee a Bradford Winters | 30. dubna 2015  | vysíláno      |
| 10           | Armageddon Protocol  | Armageddon          | Gideon Raff       | Tim Kring a Gideon Raff         | 7. května 2015  | vysíláno      |